# Magadinoebene

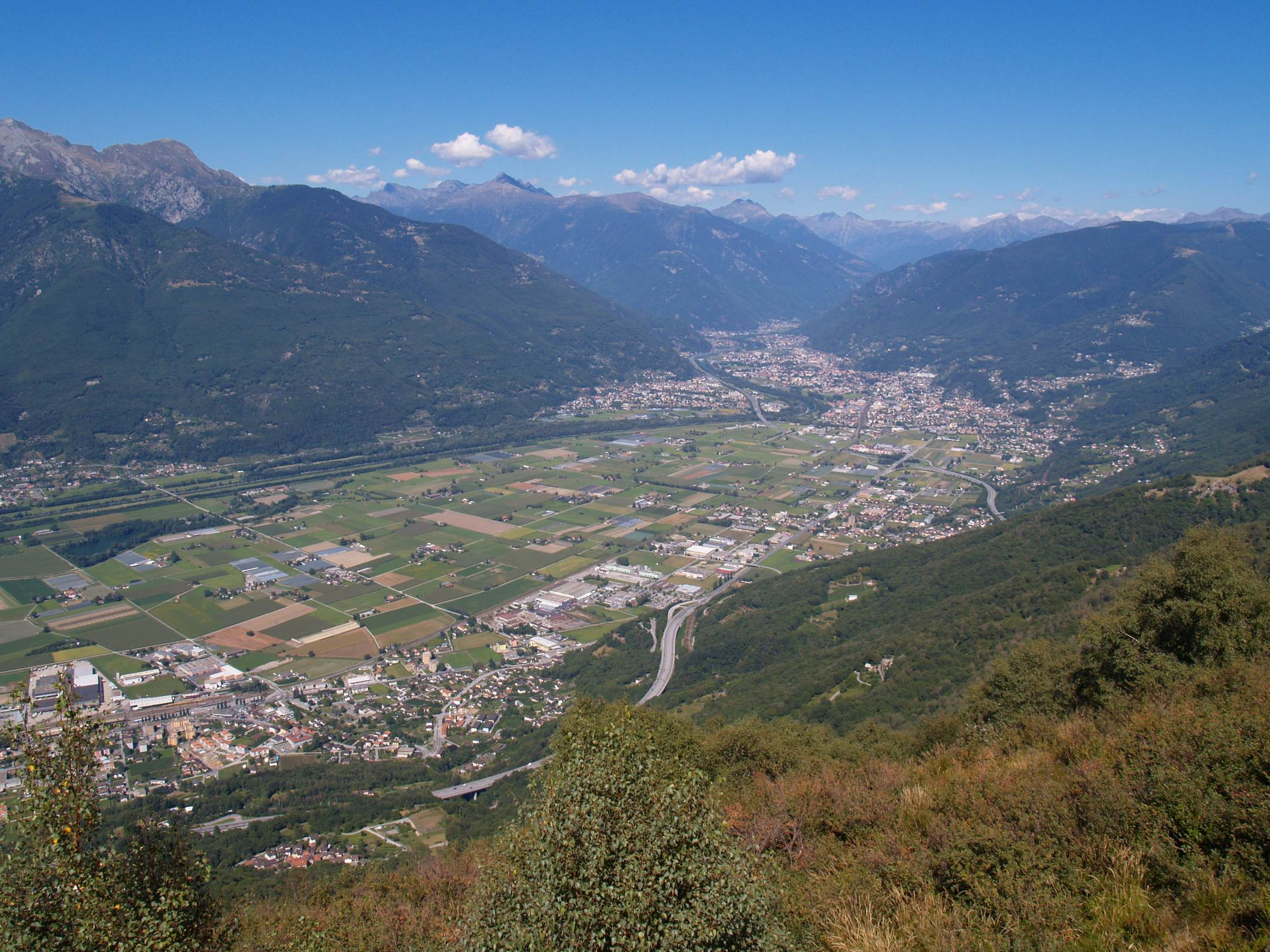
Östlicher Teil der Magadinoebene mit Bellinzona (oben), Giubiasco, S.Antonino und Cadenazzo (am Bildunterrand)

Die Magadinoebene (italienisch Piano di Magadino) liegt in der südlichen Schweiz im Kanton Tessin. 

## Geographie
Die Magadinoebene dehnt sich vom nördlichen Ende des Lago Maggiore über nicht ganz 15 Kilometer bis zur Kantonshauptstadt Bellinzona aus. Sie erhielt ihren Namen vom Ort Magadino, der an ihrem südwestlichen Ende am See liegt.

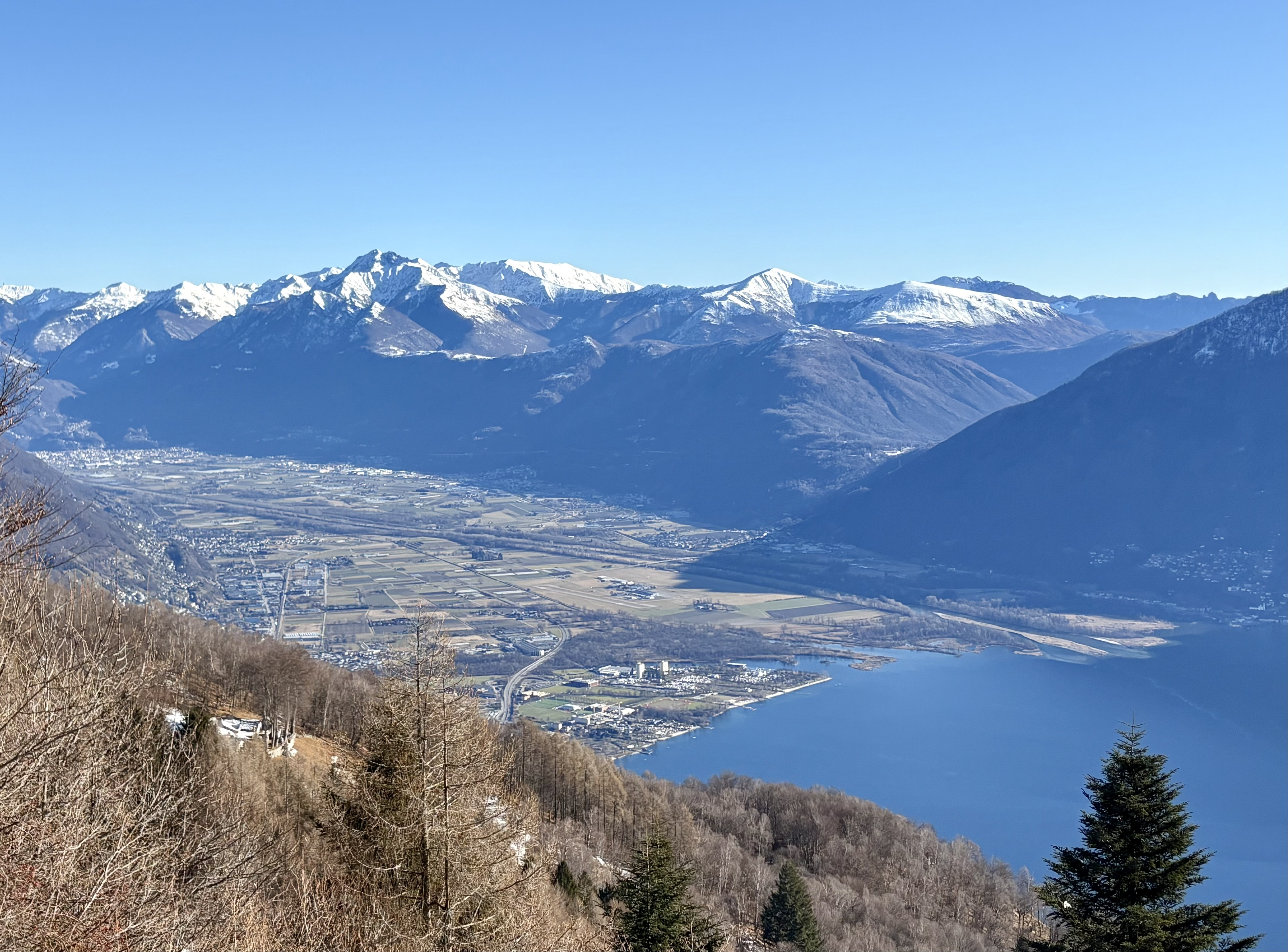
Westlicher Teil mit Ticino-Mündung in den Lago Maggiore. In der Bildmitte der Monte Camoghè

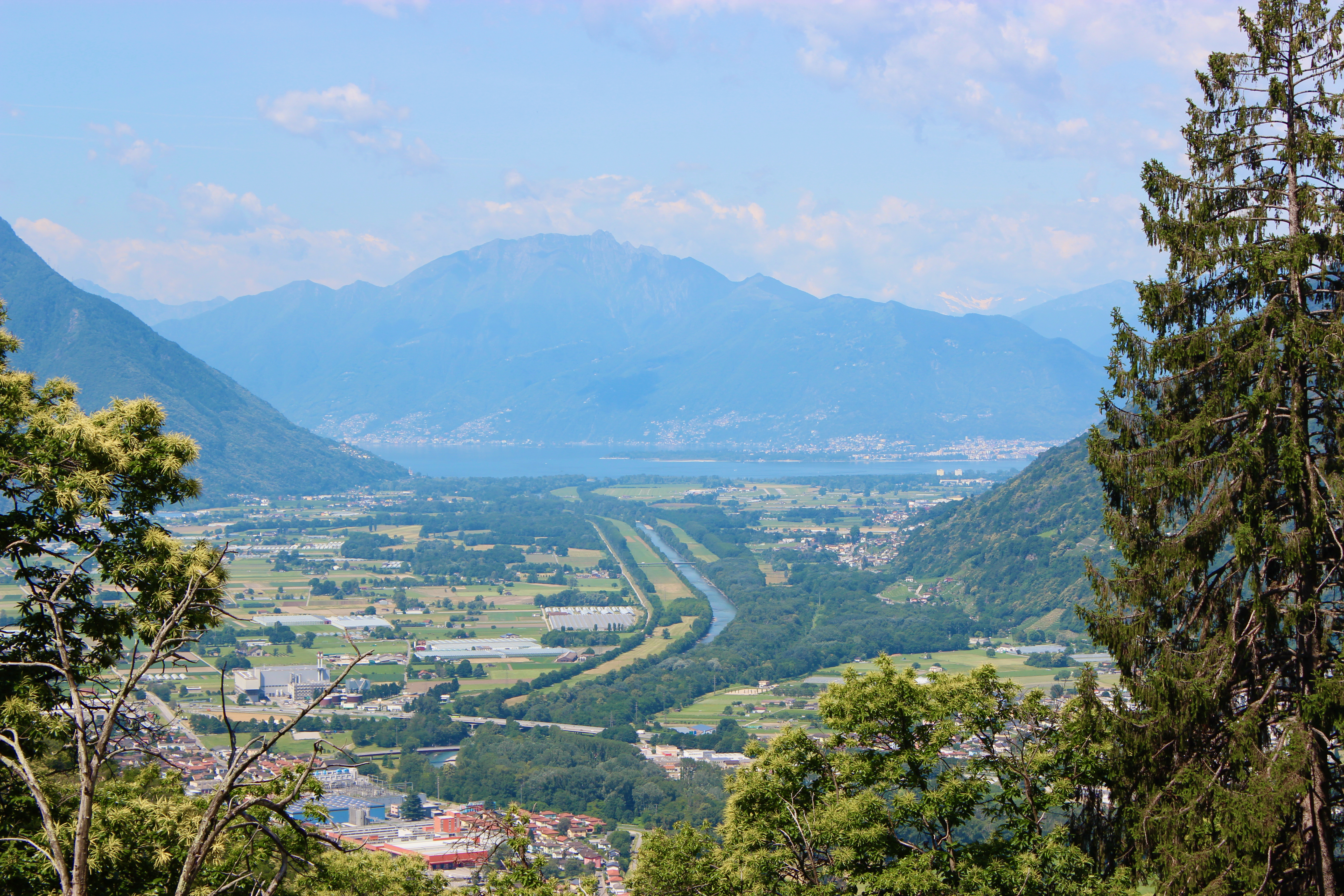
Ansicht von Osten

Entstanden ist die Magadinoebene durch die Sedimente, die der Ticino hier ablagerte. Bis zur Flusskorrektur zwischen 1888 und 1912 war die Gegend ein unzugängliches Sumpfland, das voller Krankheitskeime war und allenfalls vereinzelt von Schafhirten als Weidefläche genutzt wurde. Alle Dörfer liegen, vor Überschwemmungen geschützt, am Rand der Ebene auf erhöhten Schwemmkegeln der Seitenbäche.
Die Magadinoebene ist ein strategisches Einfallstor von Italien zum Gotthard. Von 1913 bis 1918 wurden in Gordola und Magadino Artillerie- und Infanteriewerke erstellt, die von 1939 bis 1945 modernisiert wurden.

## Nutzung
Mit den Gewässerkorrektionen des ausgehenden 19. Jahrhunderts wurde der Ticino, der vorher in unzähligen Mäandern die gesamte Talbreite ausnutzte, in einen 60 m breiten, gerade gezogenen Kanal gezwängt. Hochwasserdämme beiderseits der Ufer verhindern, dass der Fluss über die Ufer tritt.
Das durch ausgedehnte Wasserabzugskanäle trockengelegte frühere Sumpfland ist heute ein intensiv genutztes Agrargebiet, unter anderem Reisanbau, in dem sich aber auch Industrie angesiedelt hat. Im unteren Teil der Ebene liegt der Flugplatz Locarno.
Nur im direkten Mündungsbereich des Ticino blieb mit den Bolle von Magadino ein geschütztes Auengebiet von nationaler Bedeutung erhalten, das mit seinen Altwasserarmen, Schilfgürteln, Tümpeln und Auwäldern ein artenreiches Biotop für viele seltene Tierarten bildet.

## Geplante Infrastrukturbauten
Zahlreiche Bauvorhaben in der Magadinoebene beschränken die immer knapper werdenden Landreserven. Zwischen Camorino und Sant’Antonino entstand direkt beim Autobahnanschluss der A2 die Zufahrt zum Ceneri-Basistunnel, der 2020 eröffnet wurde. Mit der Bahnumfahrung Bellinzona könnte eine weitere Bahnlinie die Fläche durchqueren, sofern sie gebaut wird. Am Kreuzungspunkt zwischen alter Bahnstrecke und neuer Magadino-Querung bei Camorino ist ein neuer Umsteigebahnhof vorgesehen, die Stazione Ticino. 
Um die Dörfer vom Durchgangsverkehr auf der Kantonsstrasse zu entlasten, plant der Kanton den Bau einer neuen Umfahrungsstrasse, der so genannten Variante 95, deren Verlauf heftig umstritten ist. Zudem gibt es Pläne, den von Militär und Privatfliegerei gleichzeitig benutzten Flugplatz Locarno bei Tenero auszubauen.

## Bilder

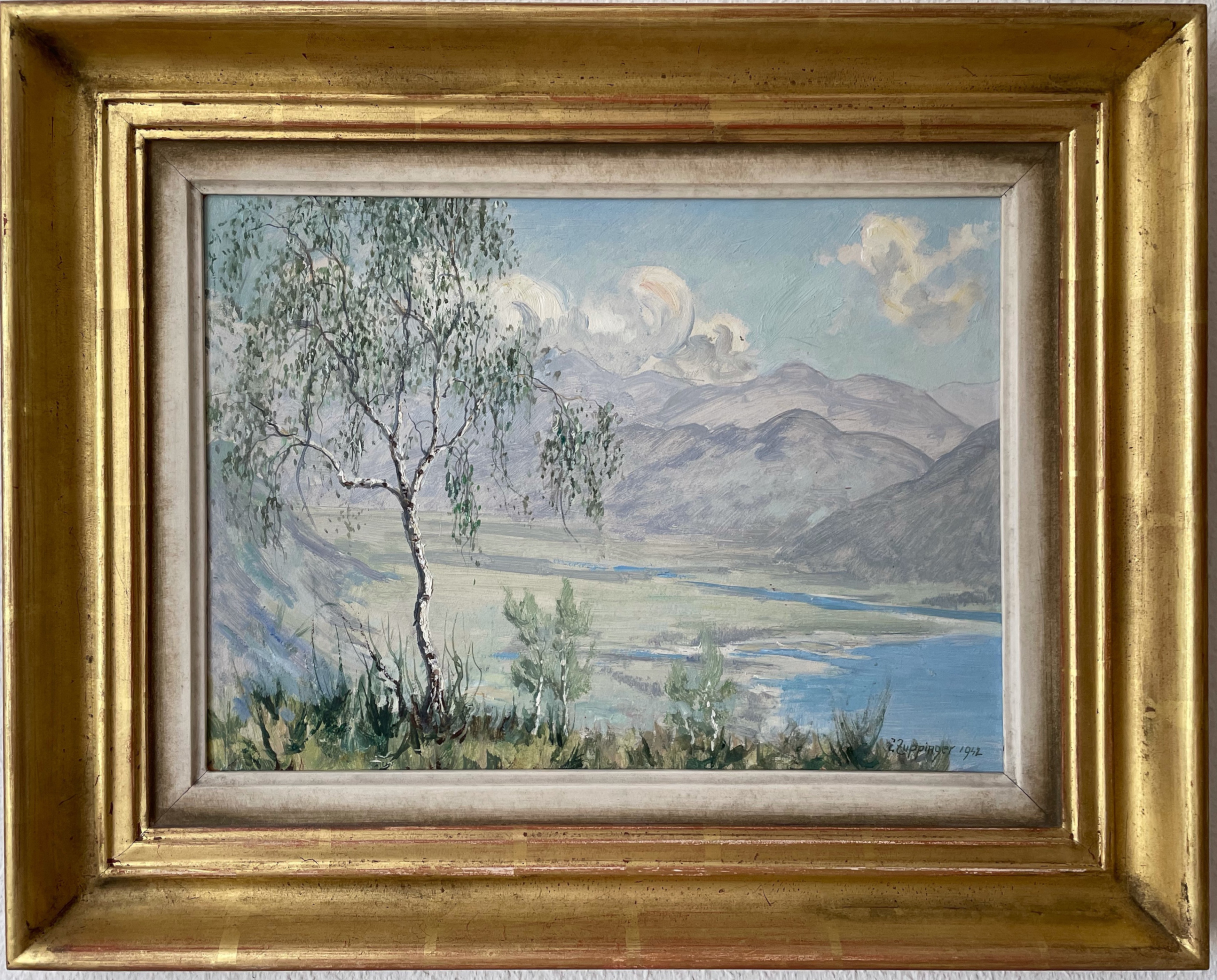
Die Magadinoebene 1947. Oelbild von Ernst Zuppinger
Blick über die Ebene von Malpensata (Werner Friedli, 1962)